# Дервіза
Дервіза, Свято осені або Свято родючості — національне свято кримських татар, яке відзначається у винну пору близько 23 вересня (Рівнодення). Це свято, яке виникло в Криму, стало національним, яке має на меті зібрати всіх кримчан, на відміну від Тепреша в діаспорі.

## Історія
Перший кримський дервіз відбувся в селі Кутлак Судацького району в 1923 році. На цей Дервіз зібралися люди з усіх куточків Криму. Дервіза урочисто відкрив прем'єр-міністр Кримської АРСР Велі Ібраїмов. Найвідоміший актор Криму Хайрі Емір-Заде теж прикрасив Дервіза власною грою.
В Ускюті, яке вважається найбільшим селом Криму, відбувся Другий Кримський дервіз, який розпочався хвилюючим виступом Велі Ібрагіма у 1924 році.
Дервіза відзначали і після вигнання кримських татар. У 1968 році в місті Чирчик, що поблизу Ташкента, відбувся великий Дервіз. Незважаючи на те, що в цьому ж місті хотіли побудувати другу Дервізу, міліція та червоноармійці розганяли людей пожежними машинами, щоб не дати кримським татарам зібратися, побити опозицію та посадити їх у в’язниці.
Після масового повернення кримських татар в Крим, у 1990 році був прийнятий Буюк Озенбас «І. Ласкаво просимо на батьківщину Дервіза», до якого приєдналися майже всі кримські татари з усього Криму. Сьогодні Дервіза святкують у Криму і не зустрічають у кримській діаспорі.

## Події
В рамках Дервіза проводяться такі заходи, як національна боротьба на поясах, скачки (діаметр коня), гойдалки, пісні (стійки), ігри, різноманітні масові розваги, змагання, нагородження, їжа та напої, співоманія (дзвони), негода та грають в розслаблення.
Сьогодні «Дервіза» набув характеру фестивалю, збагаченого концертами, театральними виставами, поетичними концертами, виставками живопису та ремесел, а також кримськотатарськими стравами та боротьбою на поясах.

## Дервізи
- 1923 р. - Село Кутлак Судацький район
- 1924 р. - Село Ускут Алуштинський район
- 1968 - місто Чирчик, Узбекистан
- 1990 - Бахчисарайський район Буюк Озенбас Village (І. Gözaydın Vatan Derviza)
- 2004 - Євпаторія (16 - 17 серпня 2004, I Міжнародний фестиваль кримськотатарської та турецької культури "Дервіза - Гезлевські ворота")
- 2005, Бахчисарай